# ألفريد بولجار
ألفريد بولجار (بالألمانية: Alfred Polgar)‏ (الاسم الأصلي: ألفريد بولاك، الأسماء المستعارة: أرشيبالد دوجلاس، ل. أ. تيرن؛ 17 أكتوبر 1873 – 24 أبريل 1955 في زيورخ) كان صحافي وُلد في النمسا في أسرة يهودية. وهو واحد من أشهر المفكرين النمساويين في مقاهي فيينا.

## نشأته
وُلد في ليوبولدشتات في النمسا في أسرة يهودية. عمل والده مؤلفًا ومدرسًا للموسيقى. تعلم ألفريد في صغره صناعة البيانو ومارسها لمدة ثلاثة أعوام. ثم ترك النمسا عام 1938. وفي عام 1940 سافر عبر سويسرا، وفرنسا، وإسبانيا إلى أمريكا، وعمل فيما بعد في هوليوود.

## عمله
عُرف بولجار بأنه ناقد مسرحي (في برلين في الفترة من 1925 إلى 1933) وكاتب مقالات. توفى بولجار في زيورخ. كما اشتهر بولجار بقصصه القصيرة، وتعليقاته الهزلية في الصحف، ومقالاته التقدية في الموسيقى، ومسرحياته. وتُعد مسرحية «النصابون» من أشهر مسرحيات بولجار والتي عرضت عام 1932.

## روابط خارجية
- ألفريد بولجار على موقع IMDb (الإنجليزية)
- ألفريد بولجار على موقع مونزينجر (الألمانية)
- ألفريد بولجار على موقع ميوزك برينز (الإنجليزية)
- ألفريد بولجار على موقع ديسكوغز (الإنجليزية)
- ألفريد بولجار على موقع كينوبويسك (الروسية)